# اشرف آپاک

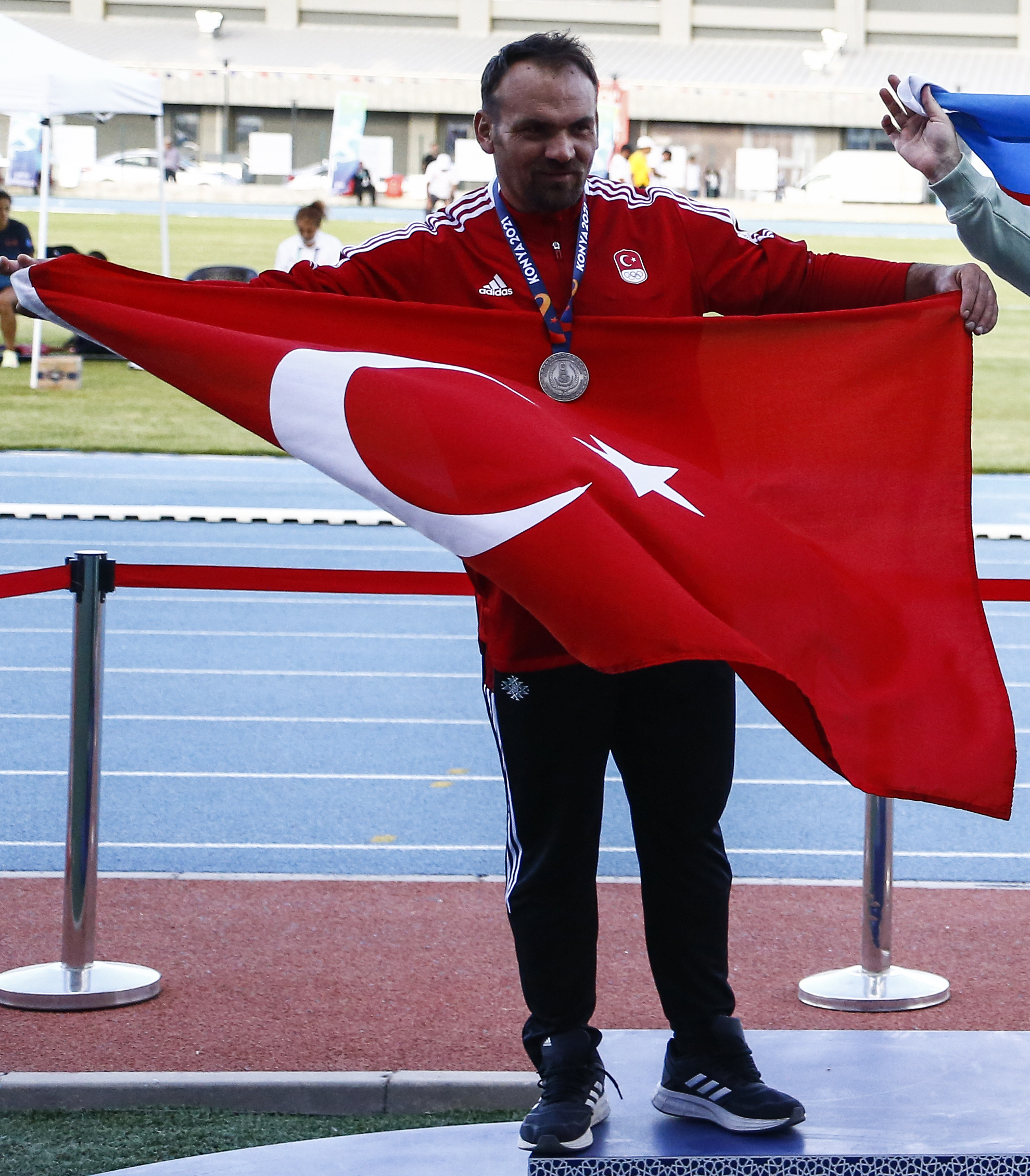
اشرف آپاک - ۲۰۲۲

اشرف آپاک (انگلیسی: Eşref Apak؛ زادهٔ ۳ ژانویهٔ ۱۹۸۲) از برندگان مدال‌های بازی‌های المپیک تابستانی و پرتاب‌گر چکش، و ورزشکار دو و میدانی اهل ترکیه است.